# Piotrek the 13th 2
Piotrek the 13th 2, Piotrek trzynastego 2: Skórza Twarz – polska czarna komedia z 2012 roku będąca sequelem komedii o tym samym tytule z 2009 roku i parodiująca amerykańskie horrory.

## Fabuła
Kontynuacja przygód nierozgarniętej młodzieży pochodzącej z miasta, która chce spędzić kolejny weekend na Mazurach. Nie odstrasza ich nawet grasujący w pobliskim lesie morderca z piłą łańcuchową. Parodia amerykańskich horrorów.

## Obsada
- Piotr Matwiejczyk
- Marcin Bosak
- Andrzej Grabowski
- Andrzej Gałła
- Dawid Antkowiak
- Edward Linde-Lubaszenko − ojciec Michała
- Przemysław Bluszcz − narrator

i inni.

## Nagrody
- 2013 – Bielawa (Festiwal Niezależnych Filmów Fantastycznych i Horrorów eFHa)-Wyróżnienie za „pełne humoru podejście do tematu"
- 2013 – Bielawa (Festiwal Niezależnych Filmów Fantastycznych i Horrorów eFHa)-Nagroda Publiczności